# Дёрпен
Дёрпен (нем. Dörpen) — община в Германии, в земле Нижняя Саксония.
Входит в состав района Эмсланд. Подчиняется управлению Дёрпен. Население составляет 4924 человека (на 31 декабря 2010 года). Занимает площадь 33,1 км².

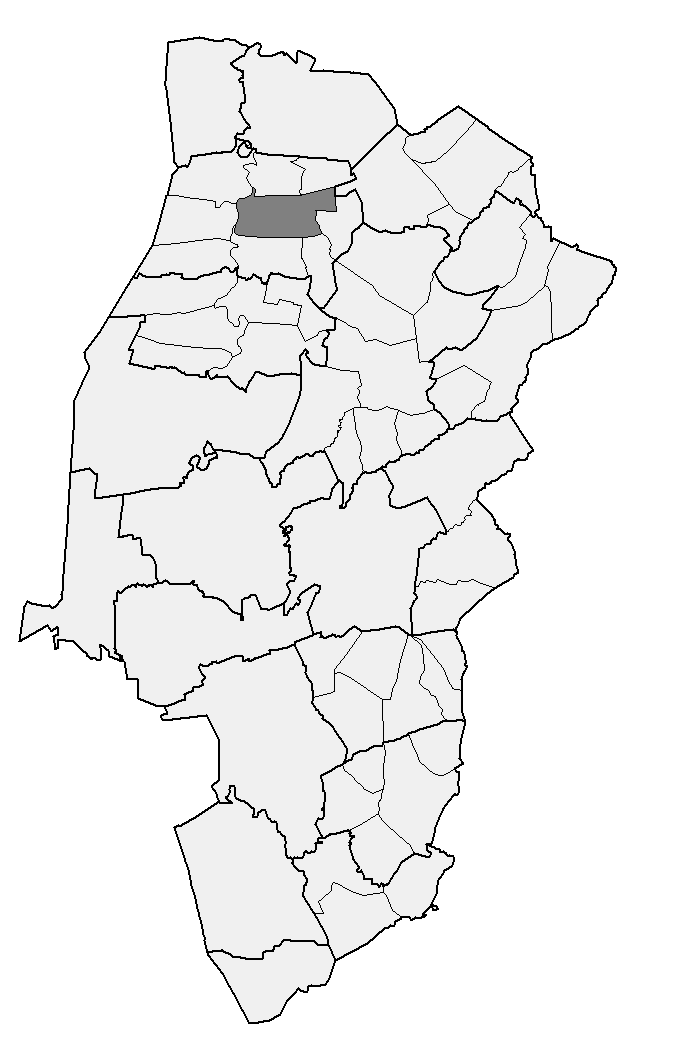
Дёрпен

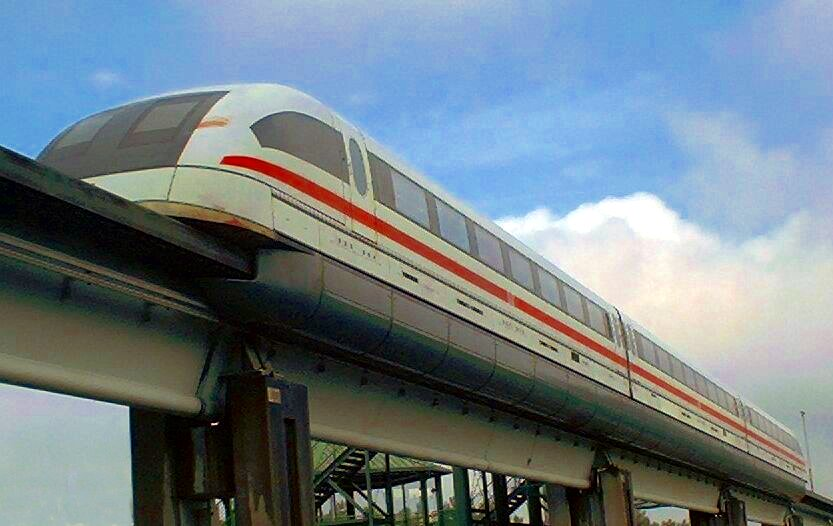
Дёрпен

| Год  | Население |
| ---- | --------- |
| 1990 | 3259      |
| 1995 | 3993      |
| 2000 | 4422      |
| 2005 | 4827      |
| 2010 | 4891      |